# China Yunnan Airlines

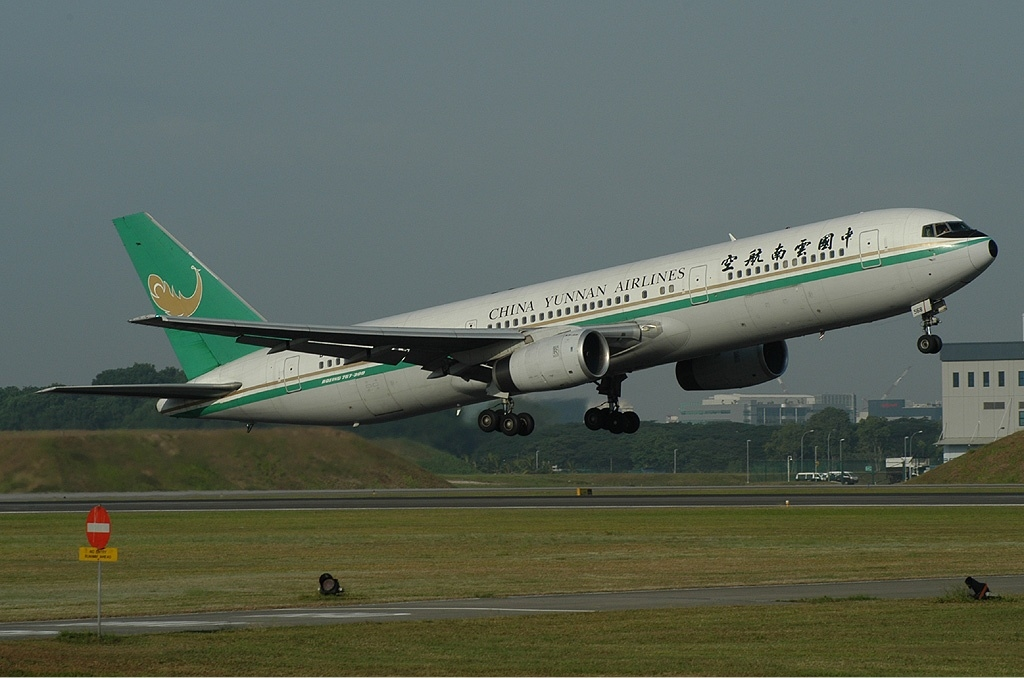
China Yunnan Airlines

China Yunnan Airlines (Chinees: 雲南航空公司; pinyin: Yúnnán Hángkōng Gōngsī) is een voormalige luchtvaartmaatschappij in de Volksrepubliek China. China Yunnan Airlines en China Northwest Airlines fuseerden tot China Eastern Airlines.

## Code Data
IATA Code: 3Q 

## Geschiedenis
De maatschappij was gevestigd in Kunming in de provincie Yunnan. De vliegtuigen vlogen voornamelijk naar binnenlandse bestemmingen maar soms ook naar Hongkong, Singapore, Thailand en Laos. Het had een moderne vloot bestaande uit vliegtuigen als de Bombardier CRJ-200, de Boeing 737-300 en de Boeing 767-300 ten tijde van de overnamen met China Northwest Airlines. Alle vliegtuigen zijn opnieuw geverfd en opgenomen onder China Eastern Airlines.